# UFC Fight Night: Rodriguez vs. Lemos
UFC Fight Night: Rodriguez vs. Lemos (también conocido como UFC Fight Night 214, UFC on ESPN+ 72 y UFC Vegas 64) fue un evento de artes marciales mixtas producido por Ultimate Fighting Championship que tuvo lugar el 5 de noviembre de 2022 en las instalaciones del UFC Apex en Enterprise, Nevada, parte del área metropolitana de Las Vegas, Estados Unidos.

## Antecedentes
Se esperaba un combate de peso pluma entre Bryce Mitchell y Movsar Evloev para encabezar el evento. Sin embargo, Evloev se retiró a mediados de octubre por una lesión y el combate se canceló.
En un principio se esperaba que el combate de peso paja femenino entre Marina Rodriguez y Amanda Lemos tuviera lugar en UFC 280, pero se pospuso a este evento por razones desconocidas. Tras la cancelación del evento principal original, fueron ascendidas para encabezar este evento.
En el evento está programado un combate de peso mosca femenino entre Miranda Maverick y Shanna Young. La pareja estaba programada previamente para UFC 278, pero el combate fue cancelado el día del pesaje ya que Young fue hospitalizado debido a problemas de corte de peso.
Neil Magny y Daniel Rodriguez estaban programados para enfrentarse en un combate de peso welter en UFC Fight Night: Grasso vs. Araújo el 15 de octubre, pero Rodríguez se retiró debido a una infección en el codo. Entonces se reprogramaron para este evento.
Jailton Almeida y Maxim Grishin estaban programados para enfrentarse en un combate de peso semipesado en UFC Fight Night: Holm vs. Vieira, pero este último se retiró debido a razones no reveladas en ese momento. Fueron reordenados para este evento en un peso acordado de 220 libras, después de que Almeida estaba en necesidad de un nuevo oponente como Shamil Abdurakhimov se retiró debido a razones no reveladas de su combate de peso pesado en UFC 280. El 31 de octubre se informó que el combate había sido eliminado de esta cartelera por razones no reveladas.
En el pesaje, un récord de cuatro luchadores no alcanzaron el peso.
- Grant Dawson pesó 157.5 libras, una libra y media por encima del límite de peso ligero.
- Benito Lopez pesó 138.5 libras, dos libras y media por encima del límite de peso gallo.
- Carlos Candelario pesó 127.5 libras, una libra y media por encima del límite de peso mosca.
- Ramona Pascual pesó 137 libras, una libra por encima del límite de peso gallo.

Los cuatro combates se desarrollaron en el peso acordado. Dawson fue multado con el 30% de su bolsa mientras que Lopez, Candelario y Pascual fueron multados con el 20% de sus bolsas individuales que fueron a parar a sus oponentes Mark Madsen, Mario Bautista, Jake Hadley y Tamires Vidal, respectivamente.
Se esperaba que Josh Parisian se enfrentara a Chase Sherman en un combate de peso pesado. Sin embargo Parisian se retiró de la pelea horas antes de que tuviera lugar debido a problemas médicos.

## Premios de bonificación
Los siguientes luchadores recibieron bonificaciones de $50000 dólares.
- Pelea de la Noche: No se concedió ninguna bonificación.
- Actuación de la Noche: Neil Magny, Mario Bautista, Polyana Viana, y Tamires Vidal